# Loos (Frankrijk)
Loos is een gemeente in het Franse Noorderdepartement (Frans: département du Nord) (regio Hauts-de-France) en telde op 1 januari 2022 22.948 inwoners. De plaats maakt deel uit van het arrondissement Rijsel. De gemeente is vooral bekend omwille van de felle veldslag die er woedde in 1915 ten tijde van de Eerste Wereldoorlog: zie artikel Derde Slag om Artesië over dit onderwerp.

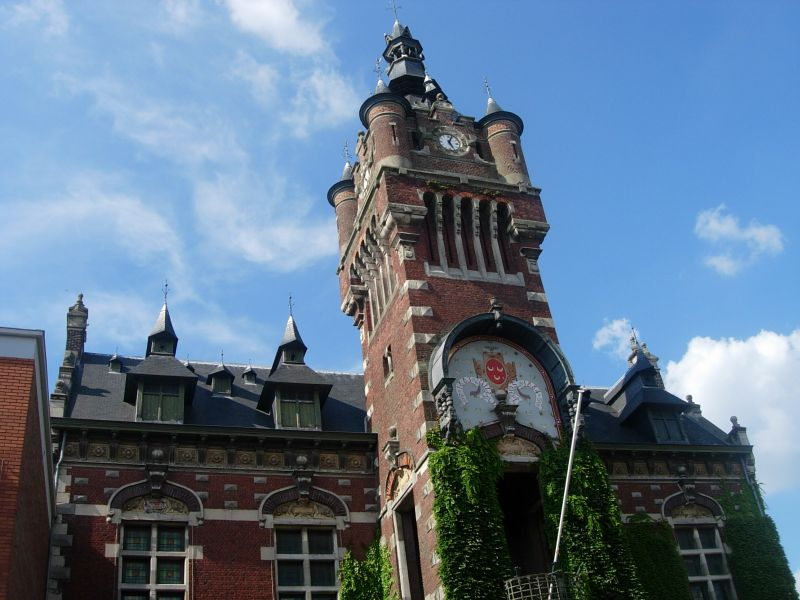
Stadhuis en belfort van Loos

## Geografie
De oppervlakte van Loos bedroeg op 1 januari 2022 6,95 vierkante kilometer; de bevolkingsdichtheid was toen 3.301,9 inwoners per km².

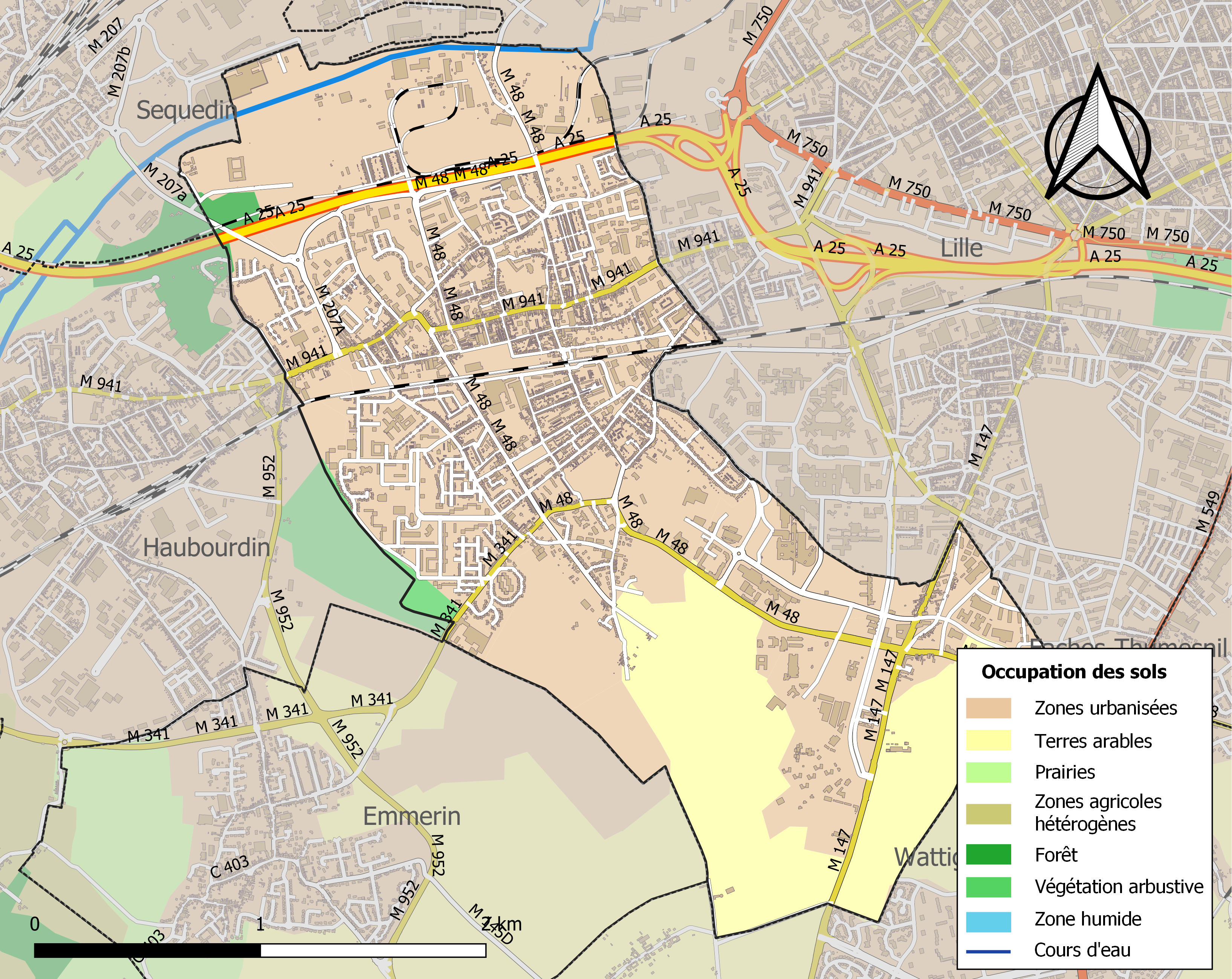
Kaart van de gemeente met belangrijkste infrastructuur, bodemgebruik en omliggende gemeenten

## Verkeer en vervoer
In de gemeente ligt spoorwegstation Loos-lez-Lille.

## Demografie
Onderstaande figuur toont het verloop van het inwonertal (bron: INSEE-tellingen).